# .fi
Pour les articles homonymes, voir FI.
.fi est le domaine de premier niveau national (country code top level domain : ccTLD) réservé à la Finlande. Il est géré par FICORA, l'organisme finlandais de régulation des télécommunications. Le domaine existe depuis décembre 1986.
Depuis le 1er septembre 2005, les domaines en .fi peuvent comporter les lettres ä, ö et å, même si leur usage n'est pas recommandé. Depuis le 1er mars 2006, les particuliers peuvent aussi disposer d'un nom de domaine.
Le sous domaine .aland.fi, qui était réservé au territoire autonome d'Åland, est remplacé progressivement depuis début 2006 par le nouveau code .ax.